# United States Range

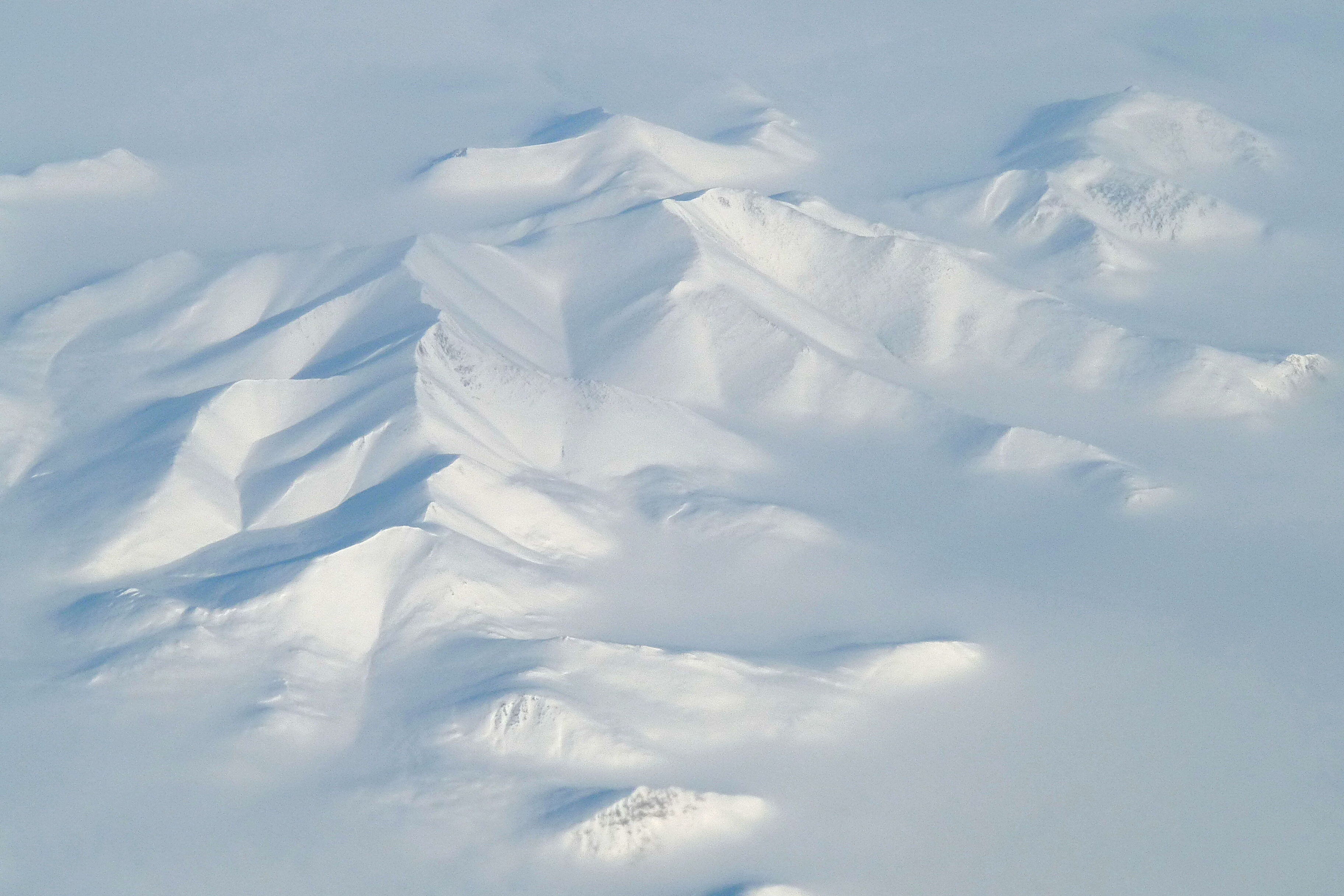
Gipfel der United States Range im Nordosten von Ellesmere

Die United States Range ist die nördlichste Gebirgskette der Welt. Sie bildet einen Teil der Arktischen Kordillere und verläuft in der nordöstlichen Region der Ellesmere-Insel in Nunavut, Kanada.
Der Mount Eugene ist mit 1.850 m der höchste Berg der Kette. Unmittelbar westlich liegt die British Empire Range.
Die Gebirgskette wurde 1861 nach dem Schiff des amerikanischen Entdeckers Isaac Israel Hayes benannt.